# Septimus

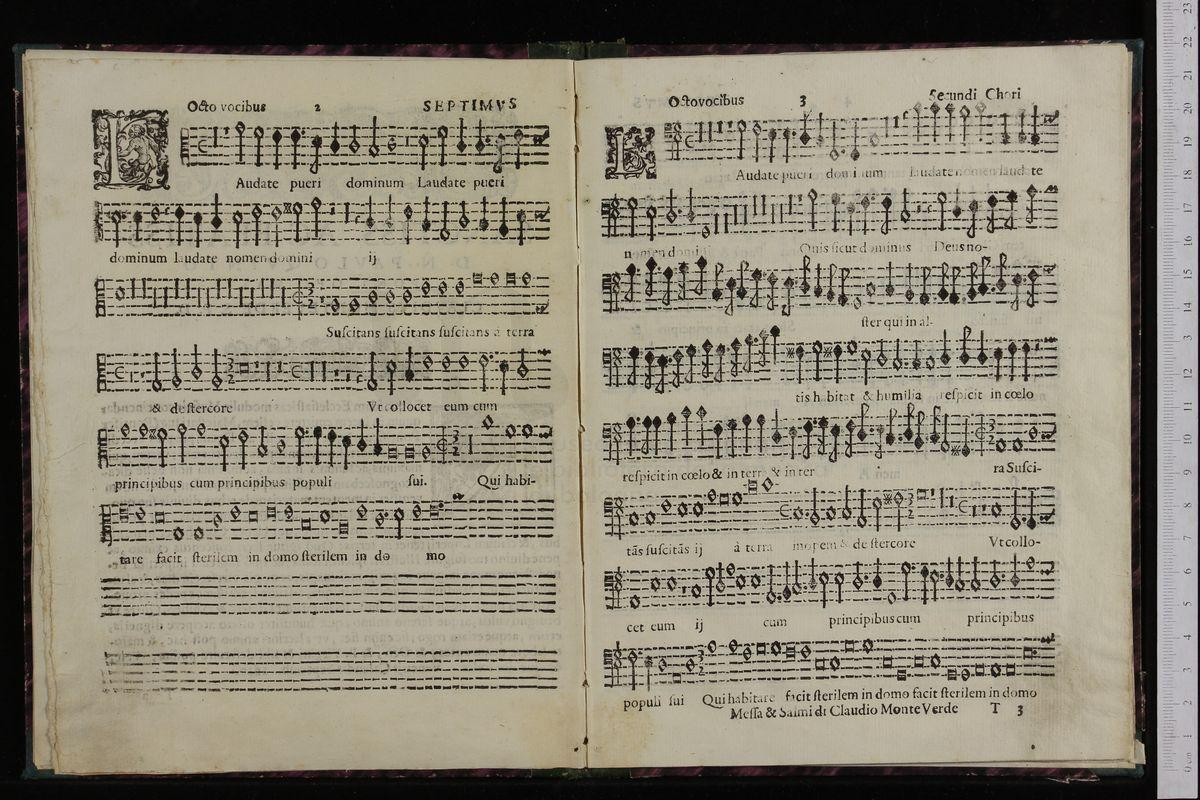
Die ersten zwei Seiten des Septimus-Stimmbuchs von Claudio Monteverdis Marienvesper

Septimus (lateinisch „der Siebente“), auch manchmal Septa Vox (siebente Stimme) genannt, bezeichnet in Musikstücken der Renaissance wie Madrigal und Motette eine zur Sechsstimmigkeit von Sopran/Cantus, Alt, Tenor, Bass, Quintus und Sextus hinzukommende siebente Stimme, die in verschiedenen Stimmlagen liegen kann.